# Expanded-Bed-Absorption-Chromatographie
Die Expanded-Bed-Absorption-Chromatographie (kurz EBA-Chromatographie) ist eine präparative chromatographische Methode, die die Analyse von nicht aufgereinigten biologischen Proben ermöglicht, bzw. die Anzahl der hierfür nötigen Schritte reduziert. Die Vorteile der EBA-Chromatographie sind die Verkürzung der Verarbeitungszeit und die Senkung der Kosten. Sie wurde das erste Mal in den 1990er Jahren im Zusammenhang mit der Analyse von Proben, die Zellen enthalten erwähnt. Die Verwendung erfolgte, um die Proben mit derselben Genauigkeit aufzutrennen, wie es bisher nur mit klassischen Chromatographieverfahren möglich ist. Die EBA-Chromatographie unterscheidet sich von Wirbelbettmethoden, die in der Industrie eingesetzt werden.

## Funktionsweise
Normalerweise werden zur Entfernung von Zellen oder Zellbestandteilen Methoden wie Filtration oder Zentrifugation eingesetzt. Die EBA-Chromatographie vereinigt diese Methoden, senkt aber die Nachteile (lange Verarbeitungszeiten, hohe Kosten etc.), die ansonsten bei einer kombinierten Nutzung der beiden Methoden entstehen. Die Prinzipien zur Bindung von Proteinen, sind die gleichen, wie bei der klassischen Chromatographie. Deshalb sind auch die üblichen Liganden für Ionenaustausch- und Affinitätschromatographie verwendbar.
Zunächst wird die Säule gefüllt und das eingefüllte Granulat wird durch das Anwenden eines Aufwärtsstroms, der stark genug ist um das Granulat zu fluidisieren, ausgedehnt. Danach werden die Proben direkt in die Säule eingebracht und die Zielproteine bzw. Zielsubstanzen binden an die Säule, während die Zellreste durch die Säule passieren können.

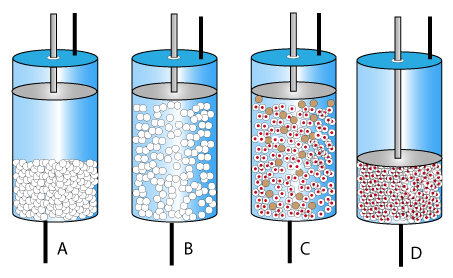
Ablauf einer typischen EBA.

Nach der Beendigung dieses Adsorptionsschrittes, wird das Wirbelbett mit einem Puffer ausgewaschen, um alle nicht gebundenen Partikel zu binden. Üblicherweise wird die Elution der adsorbierten Proteine bzw. Substanzen mit einem Fluss in die umgekehrte Richtung. Hierbei wird zumeist kein Wirbelbett eingesetzt, sondern ein "gepacktes" Bett verwendet, um die gelösten Stoffe in einem geringeren Volumen zu sammeln. Vor Kurzem (Stand 2018), wurde eine neue Generation von EBA entwickelt, die den ausgedehnten Status beibehält, um höhere Reinheit und eine höhere Ausbeute zu erhalten und dabei noch kleinere Volumina an Eluenten einzusetzen. Im Anschluss wird die Säule üblicherweise durch die Benutzung von Reagenzien wie Natriumhydroxid gereinigt und wieder in einen Gleichgewichtszustand gebracht.
Während klassische Chromatographiesäulen eine feste stationäre Phase verwenden, nutzt die EBA Partikel, die sich in einer flüssigen Phase befinden. Diese sind im Optimalfall um den Faktor 2 ausgedehnt. EBA unterscheidet sich von anderen Formen von Chromatographie mit fluidisierter stationärer Phase auf der einen Seite durch die variierende Größe und Dichte der Partikel in der stationären Phase, die in einem Gradienten resultiert, wenn die Expansion stattfindet, auf der anderen Seite durch die Bildung von Strömungen nach der Expansion.